# Sacandica
Sacandica es una ciudad y comuna angolana que se localiza en el municipio de Maquela do Zombo en la provincia de Uíge.
La Comuna de Sacandica ocupa una extensión territorial de 3064 km² y sus límites son:
- Al Norte y el Oeste: Con a República Democrática de Congo
- Al Este y el Sudeste: Con las Comunas de Ikoka (Kimbele) y Kambozo (Buengas), a través del río Cuilo
- Al Sur: Con la Comuna de Béu

La Comuna de Sacandica tiene una altitud media de 700 m s. n. m. Su clima es tropical seco de sabanas con clasificación de HW, segundo (Koepen), con dos estaciones bien definidas. La estación de lluvias es entre los meses de septiembre y mayo, siendo los meses de noviembre y abril los más lluviosos. La estación seca es en los meses de junio hasta agosto. Los valores pluviométricos (cantidad de lluvia) oscilan entre 900 a 1750 mm. En la estación seca se registran valores elevados de humedad relativa, con una temperatura media que varia entre los 21 °C; en tiempos lluviosos es de 13 a 18 °C.

## Principales recursos naturales
En los territorios de la comuna de Sacandica, existen grandes extensiones de suelos fértiles que son regados por dos principales ríos que predominan los terrenos arenosos en toda la zona plana. La cobertura vegetal es dominada por 3 agrupamientos bien contrastantes, que son: estepa, sabana y floresta, que ocupan 65% da superficie de la Comuna. (por: Ndonzwau Mbemba)
Sus principales ríos son: Cuilo, Benga, Tawu, Mbimbila, Mandimba, Kimbila, Lukala, N’dingussi, N’Gunga, Nsanga y el Malongo.
Las reservas forestales se localizan en regiones adyacentes a los ríos Cuilo, Benga y Tahu bem como también los de: Ndongu Mbala, N’toku, Nkenga Nkula, N’gunga e Koluka, entre outras.
Existen considerables de potencialidades mineras que no han sido exploradas del punto de vista geológico; como es el caso de Possui, que solo cuenta con el suelo rico de arena, piedra calcaría, arcilla y también de diamantes.
La fauna está constituida por diversas especies de animales y de aves como: elefantes, macacos, antílopes, jabalíes, hipopótamos, cocodrilos, papagayos, pavos, gallinas de Angola (nkelela e nkanga), águilas, tortugas y variadas especies de reptiles, etc.
Los enormes recursos mineros, hídricos, forestales da excelentes condiciones agroecológicas que la comuna dispone, para su desenvolvimiento.

## Caracterización administrativa e institucional

### División Político – Administrativa
La división político-administrativa de Comuna de Sacandica, comprende 4 regiones con 57 aldeas y provincias. 
Su distribución territorial en la población ha sido influenciada por factores migratorios internos y externos en virtudes de dos conflictos armados que atemorizaron a la región y a sus alrededores.
La población de esta comuna en la década de los años 70, constituía de por lo menos 90.000 habitantes, ahora solo cuenta con 31.000 y con una densidad poblacional de 10,1 hab/km².
Se estima que el 65% de la población está constituida por criaderos, adolescentes, aunque ha sido migrada a Luanda.
Cuando la población está activa en el sector formal, cuenta aproximadamente con un 2% en la ciudad, mientras que el 70% corresponde al sector agrícola de subsistencia.	
Las poblaciones Sacandica cuenta con la mayor parte de población de municipio de Maquela de Zombo, con origen bantú, siendo la mayoría de etnia bakongo. También se encuentra con varios subsectores étnicos como bampatu, bayaka e bangongu y con dos lenguas nacionales predominantes de kikongo.

Las poblaciones de las aldeas cuentan con 25 a 250 familias en que los habitantes están de cierta forma ligados por relaciones de parentesco que se dedican exclusivamente a la agricultura, caza y pesca.
Relaciones de parentesco se definen por afinidad (casamiento). En todas las comunidades el casamiento en algunos casos es monogámico: (un hombre y una mujer)y otros prefieren casamientos plurales (poligamia) que extienden las normas, permitiendo a los hombres tener múltiples mujeres (poligenia), y también se le acredita a la mujer tener varios maridos. Las relaciones de casamiento influencian sobre la estructura familiar,o del papel del padre o madre para que los hijos de la familia sea extensa en la sociedad.
Para las comunidades prefieren que las relaciones de parentesco determinen las reglas de descendencia, casamiento, administración de justicia, relaciones de familia, relaciones sexuales fuera del casamiento, residencia de familia, distribuiros de herencia entre herederos y distribución de títulos sociales y políticos (por tradición). El clan “kanda” es uno de los propietarios de tierra, pues eran propiedades antepasadas.
En término de preservación la institución de la familia, en algunas comunidades de la comuna, cuando el marido moría en la familia era permitido que otro hombre se casara con la viuda y que este nuevo cumpliera con el rol de padre de familia. En otras comunidades era permitido que el marido (viudo), eligiera a una joven mujer para casarse con esta.
Modelos de organización social de la población en la comuna de Sacandica, o clan era basado en línea de descendencia de un mismo antepasado común e incluso a varios grupos de familias de Indígenas. 
Las líneas de descendencia definen las reglas a seguir. Las líneas de descendencia pueden ser a través del matrimonio, como el 
caso des subgrupos etno-lingüísticos bampatu (bankanu) y bangongu que apadrinar como en el caso del subgrupo etnolingüístico bayaka. Así, en todo el pueblo de Sacandica, como el resto de bakongu, a kanda agrupa todos los individuos de ambos sexos, adultos, que se consideran descendientes por vía uterina, de un mismo antepasado femenino.
Para un individuo ser miembro de un determinado clan acarrea un número de responsabilidades y también de privilegios definidos por los que conforman el clan. El casamiento entre dos personas perteneciente al mismo clan, no le es permitido, ya que infringe las leyes dentro de esta, pero si se permite casamientos con miembros que pertenecen a otro clan “kanda” .
Los sistemas del clan en Sacandica tiene reglas que prohíben relaciones sexuales entre padre e hija, madre e hijo, hermana y hermano, tíos y sobrinas, tías y sobrinos, y también entre primos.
Esta comuna está constituida esencialmente por comunidades rurales distribuidas por varias aldeas que componen su Comuna que se dedica fundamentalmente a ejercicios de agricultura de subsistencia y al comercio precario.
Entretanto, actividades coloniales a actividades predominante son pinturas de óleo de palma en coco. Actualmente esa producción ha dejado de existir, ya que no se practica desde la Independencia Nacional alcanzada el 11 de noviembre de 1975.
Solamente cuenta con una pequeña producción agrícola de subsistencia, cuenta con virtudes de los estado que da vías de acceso que imposibilitan cualquier escacimiento del producto para grandes centros de consumo donde existen mercados capaces de absorber esa producción.
Actualmente, la superficie de la comuna, es menor de 8% en cultivos, o que demuestra la ausencia de intervención no que conociera los aprovechamientos de tierra. Apenas 4 asociaciones de campesinos con cerca de 650 asociados que asegura la producción.
No existe en la Comuna de Sacandica absolutamente nada de sector industrial, ni menos una panadería para alimentar a poblaciones con solo el alimento de base.